# Powstanie w Kijowie (1918)
Powstanie w Kijowie w styczniu 1918 roku, w historiografii radzieckiej, rosyjskiej i ukraińskiej powstanie styczniowe (ukr. Січневе повстання – Sicznewe powstannia, ros. Январское восстание – Janwarskoje wosstanije) – zbrojne wystąpienie robotników kijowskich oraz partii bolszewickiej przeciwko Ukraińskiej Centralnej Radzie. Uczestnicy powstania domagali się ustąpienia Centralnej Rady i przekazania władzy w ręce kijowskiej rady delegatów robotniczych i żołnierskich. Wystąpienie zostało stłumione przez lojalne wobec ukraińskiego rządu oddziały strzelców siczowych.

## Tło wydarzeń
Na początku stycznia 1918 r. w Kijowie powstał komitet bolszewików. Chociaż członków samej partii było jedynie około stu, bolszewicy cieszyli się znacznym poparciem wśród kijowskich robotników, którzy przystąpili do akcji strajkowej, ponadto w mieście zaczęły powstawać oddziały Czerwonej Gwardii. Zdając sobie sprawę ze słabości swoich sił w razie konfrontacji z Ukraińską Centralną Radą, bolszewicy starali się również o poparcie żołnierzy 2 gwardyjskiego korpusu Frontu Północno-Zachodniego, którego sztab znajdował się w Winnicy i którego przedstawiciele uczestniczyli w pracach miejscowej rady delegatów robotniczych i żołnierskich. Delegaci kijowskich bolszewików, Andriej Iwanow, Jan Gamarnik i W. Łoginow 11/24 stycznia udali się do Winnicy, zaś 17/30 stycznia wzięli udział w posiedzeniu rady. Nie czekając na wynik ich działań, 15/28 stycznia partyjni agitatorzy zaczęli rozpowszechniać wśród strajkujących w Kijowie robotników proklamacje z wezwaniem do powstania przeciwko Centralnej Radzie. Tego samego dnia do zakładów Arsenał przybył oddział ukraińskiego wojska, żądając od robotników wydania całej posiadanej broni i amunicji oraz dział. Robotnicy odmówili i zamknęli bramy zakładu, a następnie wznieśli przed budynkiem barykady. Według innego źródła delegaci Centralnej Rady żądali od załogi Arsenału wydania zapasów węgla, co oznaczałoby zatrzymanie produkcji. Swoje poparcie dla robotników ogłosiła część żołnierzy pułku im. Tarasa Szewczenki na czele z chorążym A. Portem, część pułku im. Sahajdacznego na czele z dowódcą jego pierwszego kurenia Syłą Miszczenką oraz część Kurenia Bohdanowskiego, która dotąd odpowiadała za ochronę budynków Arsenału.
W związku z wydarzeniami w Arsenale w nocy z 28 na 29 stycznia zwołano w dawnym budynku zgromadzenia szlacheckiego zebranie przywódców dzielnicowych komórek partyjnych, na którym zdecydowano o przystąpieniu do zbrojnego powstania. Do takiego rozwiązania przekonali działaczy partyjnych i delegatów robotniczych przedstawiciele tych jednostek, w których żołnierze przechodzili na stronę bolszewików. Zapewniali oni o swoim całkowitym poparciu dla robotników. Bolszewicy ogłosili powstanie, chociaż wiedzieli, że większość ukraińskich oddziałów w Kijowie pozostanie lojalna wobec Centralnej Rady lub neutralna. 
Na zebraniu powstańców w Arsenale tej samej nocy dowódcą wystąpienia okrzyknięto Syłę Miszczenkę. Utworzono komitet rewolucyjny, do którego weszli, oprócz Miszczenki, robotnicy Ipolit Fiałek i Mykoła Kostiuk oraz student kijowskiej politechniki, bolszewik Ołeksandr Horwic. Bolszewiccy działacze partyjni zamierzali odłożyć wezwanie do powstania na moment, gdy do Kijowa maksymalnie zbliżą się oddziały czerwonych skierowane na Ukrainę z rozkazu Rady Komisarzy Ludowych jeszcze w grudniu ubiegłego roku. Wobec nalegań robotników i zrewolucjonizowanych żołnierzy zgodzili się jednak działać natychmiast.

## Siły stron i przebieg walk w Kijowie
Łącznie przeciwko Centralnej Radzie wystąpiło ok. dwóch tysięcy robotników Arsenału, dwóch tysięcy czerwonogwardzistów oraz ponad tysiąc zbolszewizowanych żołnierzy. Najważniejszą siłą broniącą Rady okazały się oddziały strzelców siczowych pod dowództwem Jewhena Konowalca. Liczyły one dwie sotnie po dwustu żołnierzy każda, sotnię karabinów maszynowych złożoną ze 150 żołnierzy, sotnię rezerwową ze 100 żołnierzami baterię z 12 działami. Czynnie bronił Centralnej Rady również Kureń Republikański pod dowództwem Petra Bołboczana oraz polski zagon pod dowództwem Seweryna Ajzerta. Inne jednostki ukraińskie zachowały podczas walk neutralność.

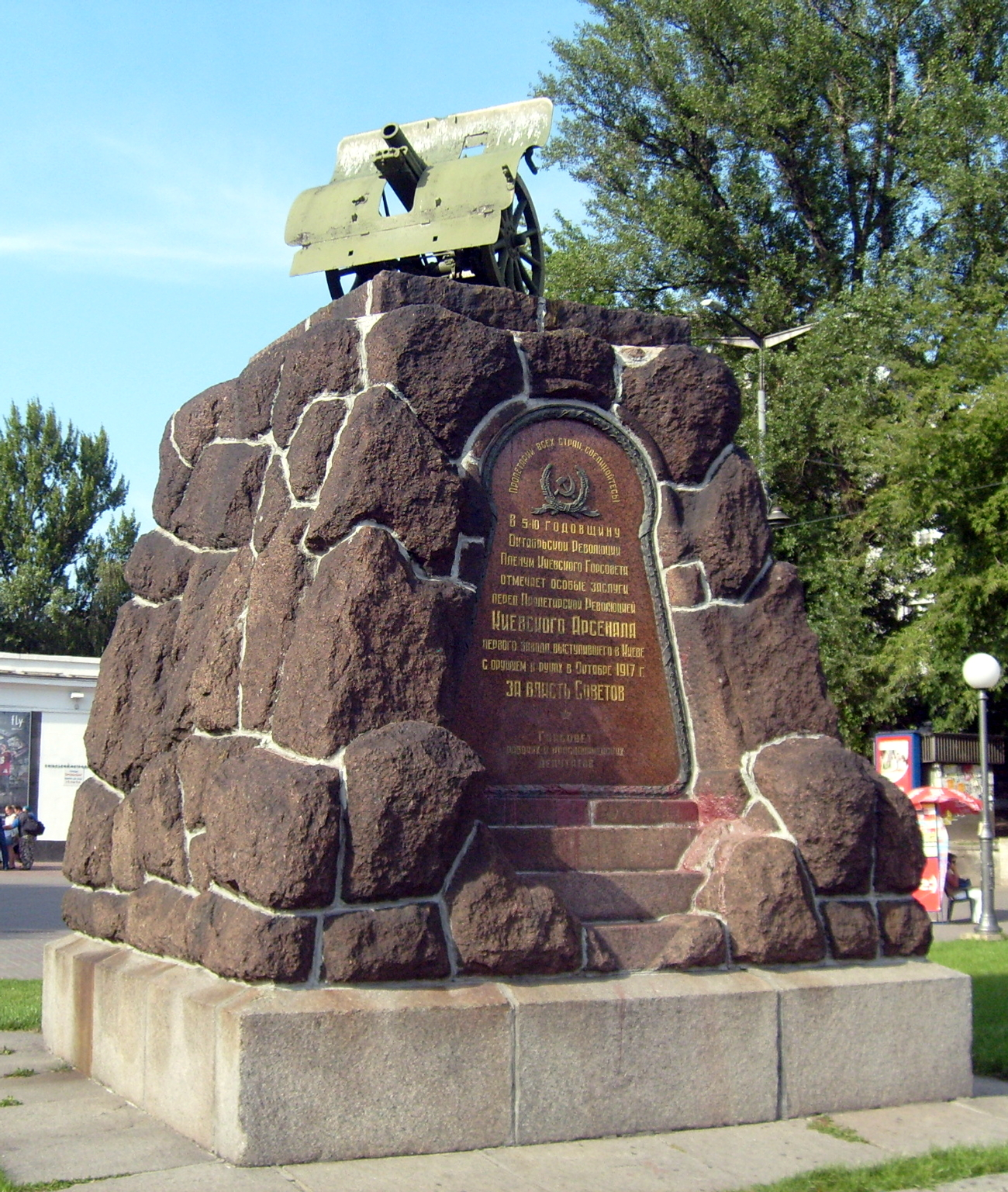
Pomnik poległych uczestników powstania naprzeciw zakładów Arsenał w Kijowie (przed przekształceniem w pomnik stłumienia powstania w 2019 r.)

16/29 stycznia rankiem kijowska rada delegatów robotniczych i żołnierskich zażądała od rządu Ukraińskiej Republiki Ludowej ustąpienia i przekazania władzy w ręce rad, a także rozbrojenia oddziałów wojska ukraińskiego. Żądania zostały odrzucone, ukraiński rząd wysunął ze swojej strony żądanie natychmiastowej kapitulacji. W mieście ogłoszony został stan wojenny. W samej Centralnej Radzie doszło do podziału, część jej deputowanych przeszła na stronę bolszewików, podczas gdy inni, którzy wcześniej z nimi współpracowali, zostali zatrzymani przez tymczasowy wojskowy zarząd ukraińskiej stolicy. Tego samego dnia wieczorem ponownie wybuchły walki. Najbardziej zacięte walki toczone były o kompleks budynków Arsenału, który był ostrzeliwany z dział i sam odpowiadał w ten sam sposób.
17/30 lub 18/31 stycznia kijowscy robotnicy ogłosili, na posiedzeniu rady robotniczych i żołnierskich, strajk generalny. Decyzja o strajku została podjęta po burzliwej dyskusji, gdyż mienszewicy oraz działacze Bundu byli stanowczo przeciwni powstaniu i wydali nawet deklarację wsparcia dla Centralnej Rady. Prawdopodobnie o przekonaniu robotników do przystąpienia do strajku zdecydowało wystąpienie jednego z bolszewickich przywódców, Izaaka Krejsberga. Opowiedział on o odnalezieniu zmasakrowanego ciała bolszewika Leonida Piatakowa, aresztowanego kilkanaście dni wcześniej. Po wystąpieniu Krejsberga decyzja o strajku zapadła większością 266 głosów przeciwko 11 i 22 wstrzymującym się. Wyłoniony został miejski komitet strajkowy i komitet rewolucyjny, który faktycznie jednak nie koordynował działań oddziałów w różnych częściach miasta. Jedynym wydanym przez niego rozkazem było wezwanie do złożenia broni.
Walki ogarnęły Peczersk, Szulawkę, Demijiwkę, a także centrum miasta. Oddziały Czerwonej Gwardii z Padołu bez powodzenia usiłowały atakować siedzibę Centralnej Rady przy ul. Włodzimierskiej. Na Demijiwce do powstania przyłączyli się uzbrojeni robotnicy zakładów wytwarzających amunicję pod dowództwem Wasyla Bożenki. W wystąpieniu wzięli udział również robotnicy kijowskich zakładów naprawy taboru kolejowego, gdzie uzbrojonym oddziałem dowodzili maszynista Arkadij Dziedziewski, lewicowy eserowiec oraz bolszewik Mykoła Patłach. 18/31 stycznia jeden z przywódców powstania Ołeksandr Horwic, ranny w rękę, opuścił Arsenał, by pozyskać pomoc dla walczących. Został pojmany i zabity przez Kozaków walczących po stronie Centralnej Rady.

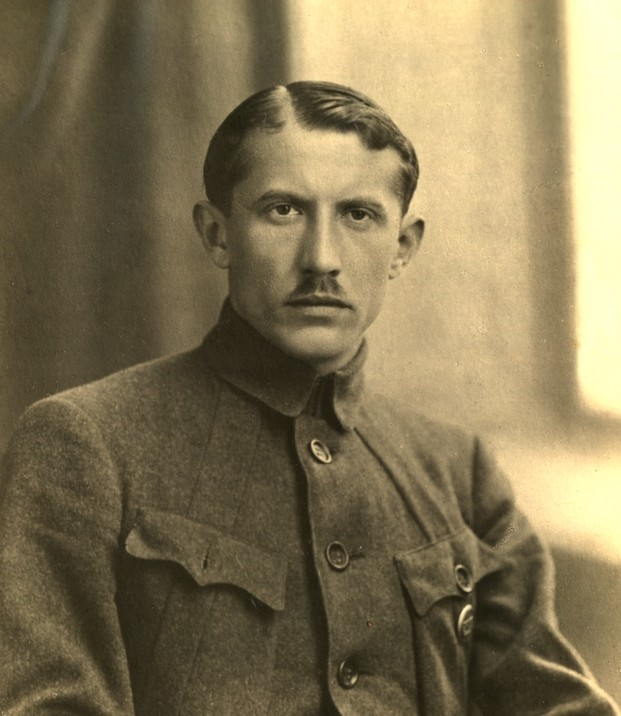
Jewhen Konowalec dowodził strzelcami siczowymi podczas tłumienia powstania

Faktycznym dowódcą sił lojalnych wobec Rady był Konowalec. To on, wobec braku inicjatywy ze strony sztabu kijowskiego okręgu wojskowego, wspólnie ze swoim zastępcą Andrijem Melnykiem opracował plan odzyskania kontroli nad miastem. W dniach 29-31 stycznia strzelcy siczowi skutecznie bronili siedziby Centralnej Rady, spychając przeciwnika na Padół. 1-2 lutego wyparli siły probolszewickie również z tej dzielnicy. Do końca powstania uczestniczące w nim grupy nie skoordynowały swoich działań, co wykorzystały siły ukraińskie.

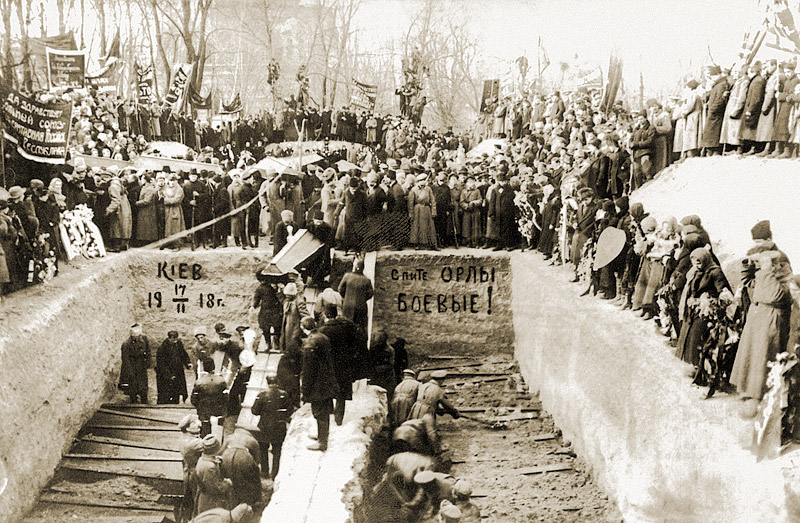
Pogrzeb poległych uczestników walk

3 lutego Arsenał został zdobyty przez wojska ukraińskie (według innego źródła stało się to jeszcze 31 stycznia). W walce o zakład wzięli udział Kozacy z Kosza Hajdamackiego pod osobistym dowództwem Symona Petlury (ochotnicy i oficerowie ukraińscy głównie z regionów charkowskiego i donieckiego) oraz sotnia strzelców siczowych pod dowództwem Romana Suszki, która w pierwszych dniach walk znajdowała się na froncie poza Kijowem. Obrońcy Arsenału, którzy stawiali opór, zostali zabici bagnetami, natomiast wziętych do niewoli Petlura zabronił rozstrzeliwać. Jednak według innego źródła część wziętych do niewoli powstańców została rozstrzelana na miejscu. Z pewnością natomiast niektórzy pojmani powstańcy zostali osadzeni w więzieniu, z którego wyszli kilka dni później, po zajęciu Kijowa przez oddziały bolszewików pod dowództwem Michaiła Murawjowa.
Przewaga militarna strony ukraińskiej stała się na tyle wyraźna, że bolszewicki komitet rewolucyjno-wojskowy wezwał powstańców do złożenia broni. Ostatnie walki, w zakładach naprawy taboru kolejowego, zakończyły się następnego dnia.
Równocześnie jednak do Kijowa zbliżały się oddziały czerwonych pod dowództwem Michaiła Murawjowa. 5 lutego oddziały pod dowództwem Dmitrija Żłoby wkroczyły w granice miasta i toczyły walki uliczne z oddziałami wiernymi Centralnej Radzie. 7 lutego Kijów został opanowany przez bolszewików.

## Upamiętnienie
Ulica w Kijowie, przebiegająca przed budynkiem Arsenału, nosiła w okresie radzieckim nazwę ul. Powstania Styczniowego (następnie przemianowano ją na ul. Mazepy). Pomnik poświęcony uczestnikom powstania znajduje się w kijowskim Parku Marijskim (figura robotnika z czerwonym sztandarem), na zbiorowej mogile poległych robotników. Kompozycja poświęcona powstaniu znajdowała się pierwotnie również na stacji Arsenalna metra kijowskiego, natomiast przy wyjściu ze stacji znajdował się pomnik pamięci powstańców zwieńczony armatą. W 2019 r. ukraińska nacjonalistyczna organizacja Godność Narodu usunęła z niego tablicę i zawiesiła nową, upamiętniającą stłumienie wystąpień („bolszewicko-moskiewskiego spisku”).
Powstanie w Kijowie i jego stłumienie są tematem filmu Ołeksandra Dowżenki Arsenał z 1929 r.